# Едроза
Едроза (порт. Edrosa; МФА: [i.ˈdɾo.zɐ]) — парафія в Португалії, у муніципалітеті Віняйш. Розташована в північно-східній частині країни, на теренах історичної португальської провінції Трансмонтана. Входить до складу округу Браганса. За адміністративним поділом, чинним до 1976 року, терени парафії були складовою провінції Трансмонтана і Верхнє Дору. Належить до Брагансько-Мірандської діоцезії Католицької церкви. Патрон — свята Евлалія. Площа — 21,8113 км². Населення — 151 ос. (2011). Слабо урбанізований регіон. Густота населення — 6,92 осіб/км²
. Код — 041207.

## Населення
| Кількість мешканців | Кількість мешканців | Кількість мешканців | Кількість мешканців | Кількість мешканців | Кількість мешканців | Кількість мешканців | Кількість мешканців | Кількість мешканців | Кількість мешканців | Кількість мешканців | Кількість мешканців | Кількість мешканців | Кількість мешканців | Кількість мешканців |
| ------------------- | ------------------- | ------------------- | ------------------- | ------------------- | ------------------- | ------------------- | ------------------- | ------------------- | ------------------- | ------------------- | ------------------- | ------------------- | ------------------- | ------------------- |
| 1864                | 1878                | 1890                | 1900                | 1911                | 1920                | 1930                | 1940                | 1950                | 1960                | 1970                | 1981                | 1991                | 2001                | 2011                |
| 491                 | 470                 | 464                 | 479                 | 465                 | 352                 | 389                 | 470                 | 526                 | 632                 | 336                 | 287                 | 258                 | 184                 | 151                 |